# Whittington Old Hall

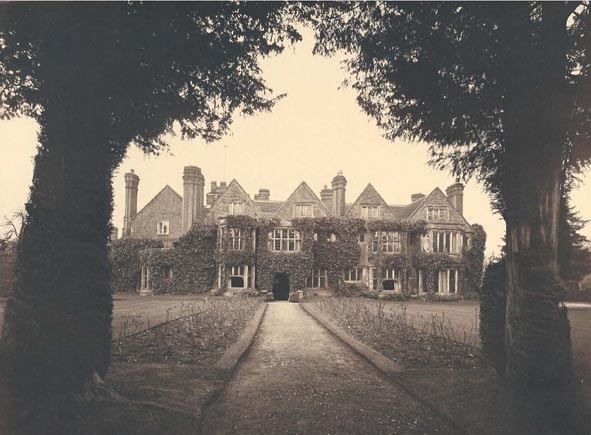
Whittington Old Hall

O Whittington Old Hall é um palácio rural inglês do século XVI, localizado em Whittington, no Staffordshire, que foi subdividido em apartamentos residenciais independentes. É um listed building classificado com o Grau II*.

## História
Pensa-se que o palácio terá sido construído na época Tudor pela família Everard. A frente de entrada, com dois andares, possui quatro gabletes com águas-furtadas e quatro substanciais secções amaineladas com pedras irregulares; um desalinhamento incorpora um alpendre.
Seguiram-se como proprietários os Astley e os Dyott, mas depois da família Dyott se mudar para o vizinho Freeford Hall, em 1836, o palácio foi deixado a uma série de arrendatários. Em 1889, a propriedade foi comprada e ocupada pelo arquitecto e cervejeiro Samuel Lipscomb Seckham, responsável pelo desnvlvimento do Park Town em Oxford e do Bletchley Park e que foi Alto Xerife de Staffordshire em 1890.
Seckham ampliou e renovou o edifício, mas depois da morte do seu filho, o Coronel Basset Thorne Seckham, ocorrida em 1926, a propriedade foi vendida e o palácio passou, uma vez mais, para as mãos de arrendatários.
Em 1959, a negligenciada propriedade foi vendida para requalificação e dividida em várias unidades residenciais independentes entre si.